# Buda de Ouro
13° 44′ 17″ N, 100° 30′ 50″ L
O Buda de Ouro, cujo nome oficial em tailandês é Phra Maha Suwan Phuttha Patimakon, (พระพุทธ มหา สุวรรณ ปฏิมากร, grande estátua do Buda de Ouro), é a maior estátua de ouro maciço no mundo e um dos mais preciosos tesouros da Tailândia e do budismo.
Ele está localizado no Wat Traimit, um pequeno templo do budismo teravada localizado no distrito de Samphanthawong, no Yaowarat, na Chinatown de Bangkok, Tailândia.

## Características
A estátua mede 3 metros de altura, e sem o pedestal 2,54 m; pesa entre 5 e 5,5 toneladas, representando Buda sentado no chão de pernas cruzadas, na posição de Bhumisparsamudra, que assumiu quando ele recebeu o Bodhi (iluminação), com os dedos da mão direita tocando a terra, a qual prestam homenagem, e a mão esquerda pousada nas pernas na frente do osso púbico com a palma da mão para cima.
O estilo da protuberância em forma de chama no topo da cabeça, chamado ushnisa, que representa o esplendor da energia espiritual, é típico do período Sukhothai, bem como a forma dada ao cabelo, as sobrancelhas e nariz. Os lóbulos alongados, indicando o anterior status de príncipe, as três rugas no pescoço, a largura dos ombros e peito inchado no ato de respirar, fazem parte do simbolismo budista.
Além do valor econômico e simbólico, a estátua transmite, às  centenas de visitantes diários, a serenidade e a energia que as características do Buda emitem, tornando-o um dos mais amados e reverenciados na Tailândia.

## História

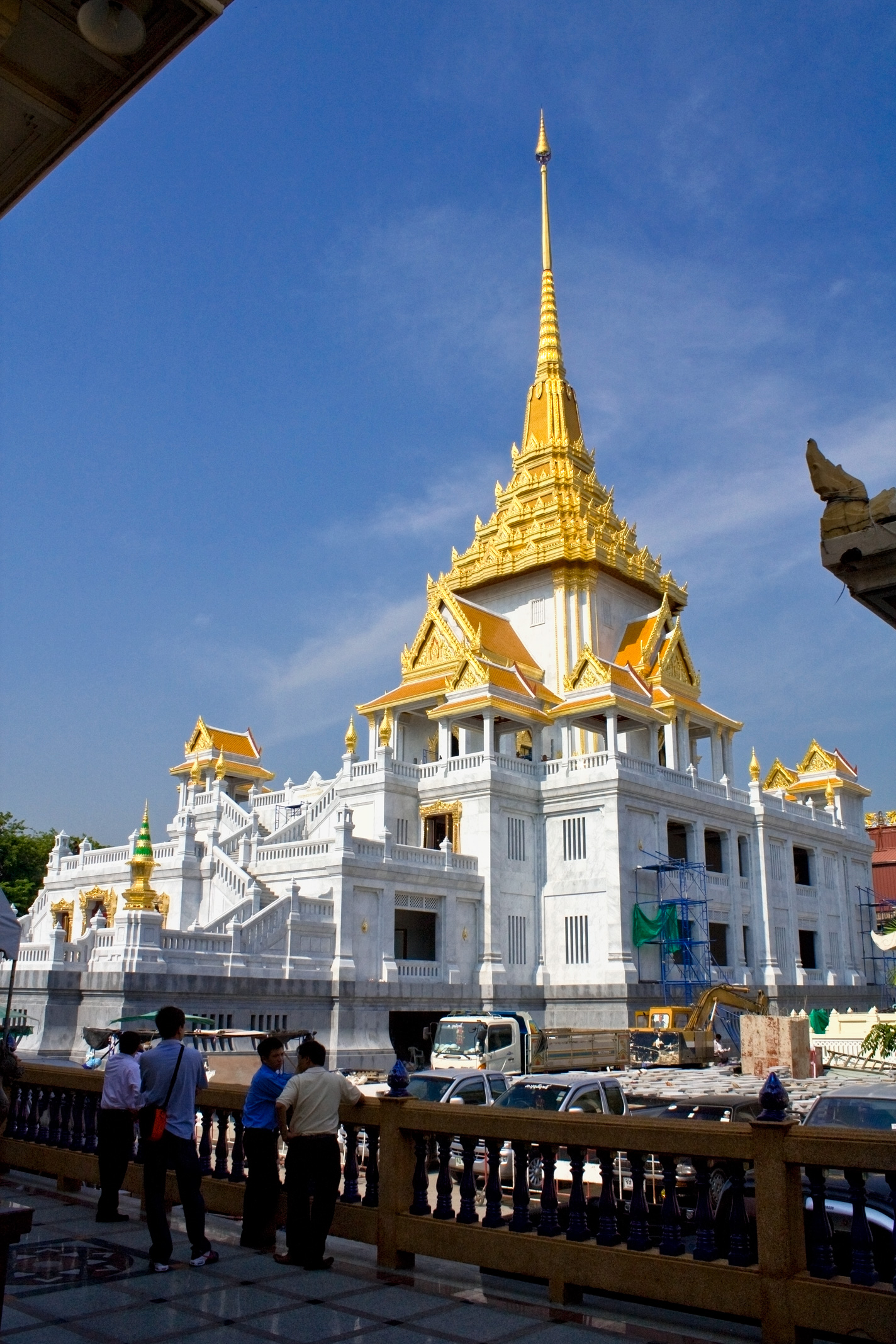
Wat Traimit

Figuras de metal do Buda feitas na Índia, costumavam serem levadas para vários países da Asia para a instalação. A estátua do Buda de Ouro foi provavelmente construída na Índia em partes, e montada no local. Posterioramente foi completamente colada para impedir que fosse roubada.
De acordo com algumas hipóteses, a obra foi realizado durante o período Sukhothai (1238-1438), e estava localizada em um wat de Ayutthaya até a segunda metade do século XVIII.
Quando os birmaneses sitiaram a cidade, em 1765, o valor da estátua foi oculto com um revestimento grosso de estuque e pintada diversas vezes com tinta cor de ouro. Foi assim que foi salva do saqueamento, quando a cidade foi completamente destruída em abril de 1767, um evento que encerrou o glorioso reino de Ayutthaya.
O real valor da estátua permaneceu em segredo durante quase dois séculos.
Durante o reinado de Rama III (1824-1851) a estátua foi levada  para o Wat Phrayakrai, no Yaowarat em Bangkok, e mesmo conservando o revestimento áspero de estuque era a estátua principal.
No início dos anos 1930, obras de reconstrução nos bancos do rio Chao Phraya perto Chinatown exigiram a demolição do antigo templo. Apesar do fato de que a estátua não era tão atraente, sua destruição não foi uma opção. Assim, decidiu-se move-la para o recem construído Wat Traimit, um pagode de menor relevância situado na mesma área. Como o templo não tinha um edifício suficientemente amplo para abrigar a estátua, ela foi conservada no pátio sob um telhado de zinco por 20 anos.
Em 1955, um novo edifício foi construído, e os monges decidiram instalar a estátua dentro dele. Ao ser movida por cabos, um destes se rompeu e a estátua caiu, um evento que foi visto como um mau presságio pelos trabalhadores, que fugiram do local, deixando a estátua sobre o solo. Era a época das chuvas e, como para confirmar o mau presságio, uma tempestade inundou parcialmente a cidade durante a noite.

## Wat Traimit
Wat Traimit não tem elementos particulares de arquitetura, e está longe do esplendor de outros templos de Bangkok, tais como Wat Phra Kaew e Wat Arun. Ele está localizado na homonima estrada Traimit distante a pé alguns minutos da estação ferroviária principal de Hualamphong, na parte oriental de Chinatown, onde os habitantes pertencem à etnia chinesa que da séculos está enraizados na cidade.
É um dos poucos wat em Bangkok, onde é permitido chegar perto de estátuas de valor. Em 14 de fevereiro de 2010, o Buda de ouro foi movido para o novo edifício, oficialmente aberto ao público, do Wat Traimit chamado "Phra Maha Mondop".
O primeiro andar do prédio é o Centro do Património Yaowarat Chinatown onde os turistas podem conhecer a história dos imigrantes chineses na Tailândia, bem como a sua cultura que se tornou parte da cultura tailandesa. O segundo andar tem uma exposição sobre a origem do Buda de Ouro. E no  terceiro andar do museu é onde a maior imagem de Buda de ouro do mundo está consagrada.
A entrada para ver apenas o Buda de Ouro é de 100 Baht (3 USD). O custo adicional para o acesso ao museo é de 100 Baht (3,34 USD). O templo está aberto 08:00 - 17:00 todos os dias, mas o museu fecha às segundas-feiras.